# Athene Palace
Athene Palace este o carte în care autoarea R. G. Waldeck (Rosa Goldschmidt Waldeck) relatează experiența sa în calitate de corespondentă la București a săptămânalului american Newsweek, între iunie 1940 și ianuarie 1941. Titlul se referă la hotelul Athénée Palace în care a locuit și de unde a observat de aproape scena politică românească. Publicat în limba engleză în 1942, volumul a avut reeditări ulterioare, inclusiv traduceri în alte limbi.

## Cuprins
- Introducere de Ernest H. Latham, Jr.
- Mulțumiri
- Capitolul I. Scenă românească
- Capitolul II. Athene Palace
- Capitolul III. Germanii
- Capitolul IV. Coloana a cincea
- Capitolul V. Basarabia
- Capitolul VI. Transilvania
- Capitolul VII. Regele
- Capitolul VIII. Abdicarea
- Capitolul IX. Regina mamă
- Capitolul X. Revoluție nesângeroasă
- Capitolul XI. Misiune militară
- Capitolul XII. Das Hohe Tier
- Capitolul XIII. Noiembrie în București
- Capitolul XIV. Ordine germană
- Capitolul XV. Final românesc
- Epilog